# سنگ کوچنو

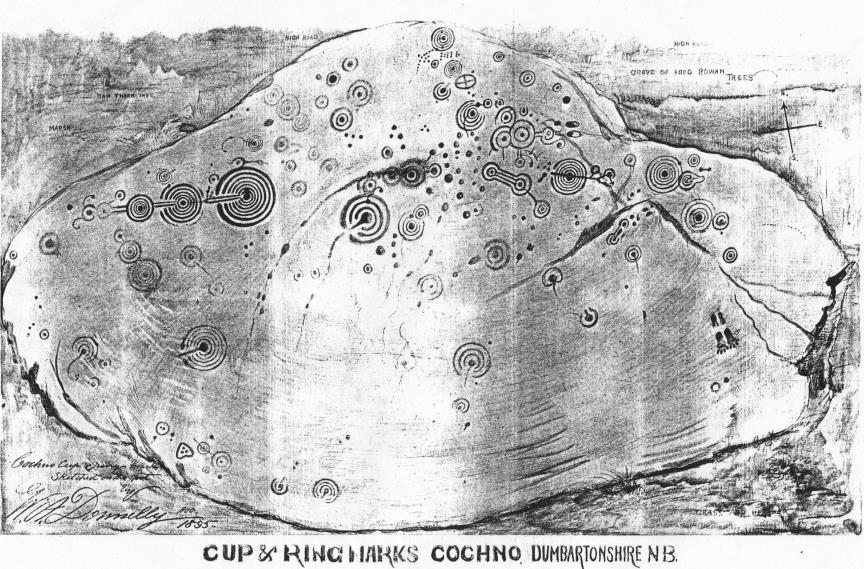
نگاره‌ای توسط W. A. Donnelly (در تاریخ ۱۸۹۵) از علامت‌های جام و حلقه روی سنگ کوچنو. این تصویر در سال ۱۸۹۶ توسط جان بروس منتشر شده‌است.

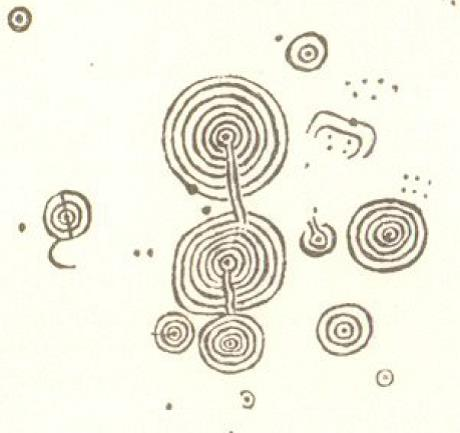
جزئیات رسم شده توسط جیمز هاروی در سال ۱۸۸۹.

سنگ کوچنو، (به انگلیسی: Cochno) سنگی بزرگ با نشانه‌های جام و حلقه است که در Auchnacraig اسکاتلند در کنار مزرعهٔ کوچنو قرار دارد. این سنگ همچنین با نام‌های «تپه سفید» شناخته می‌شود و «سنگ کاهن» شناخته شده‌است.
این هنر سنگ‌نگاری متعلق به عصر برنز ابعادی برابر ۱۲٫۸ در ۷٫۹ متر دارد و برای اولین بار در سال ۱۸۸۷ میلادی توسط کشیشی به نام جیمز هاروی ثبت شده‌است : ۳ . سنگ کوچنو دارای حدود ۹۰ فرورفتگی حکاکی شده‌است و از بهترین مجموعه سنگ نگاره‌ها در اسکاتلند محسوب می‌شود.
این سنگ در سال ۱۹۶۵ برای محافظت در برابر خرابکاری دوباره دفن شد. در سال ۲۰۱۵، طی حفاری ۳ روزه توسط تیمی شامل باستان‌شناسان دانشگاه گلاسکو، بخشی از آن برای بررسی مجدد در معرض دید قرار گرفت و سال بعد از آن به‌طور کامل از زیر خاک بیرون آمد.